# Prix Pierre-Gentil
Le prix Pierre-Gentil, de la fondation du même nom, est un ancien prix biennal d’histoire, créé en 1955 par l'Académie française.

## Liste des lauréats
- 1955 : Xavier Reppe pour Mirages et lumières, aux confins du Sahara et du Soudan
- 1957 : Georges Taboulet (1888-1979) pour La geste française en Indochine
- 1959 : Revue des troupes coloniales pour Tropiques
- 1961 : Bernard de Vaulx pour En Afrique, cinq mille ans d'exploration
- 1963 : Robert Cornevin pour Histoire du Dahomey
- 1965 : 
  - Jacques Casanova et Raymond Douville pour En Nouvelle France, le Canada de Champlain à Montcalm
  - Félix Ponteil (1892-1985) pour La Méditerranée et les puissances depuis l'ouverture jusqu'à la nationalisation du Canal de Suez
- 1967 : Roger Le Tourneau pour La vie quotidienne à Fès en 1900
- 1969 : Ladislas Lagny pour La Cession de la Louisiane
- 1971 : Bernard Quris pour Fascinante Guyane